# Jema

Jema är en ort i västra Ghana. Den är huvudort för distriktet Kintampo South, och folkmängden uppgick till 7 236 invånare vid folkräkningen 2010. Det finns ett statligt sjukhus i Jema.